# Vaccino antirabbico
Il vaccino antirabbico è una preparazione sterile contenente virus della rabbia inattivato ottenuto a partire dalla materia cerebrale di coniglio o di ovino, da colture di cellule di embrione di pollo o di cellule umane diploidi. Viene utilizzato per la prevenzione della rabbia, sia nell'uomo che in altri animali. In Italia il vaccino viene venduto da Sanofi Pasteur MSD con il nome commerciale di Imovax Rabbia e dalla società farmaceutica Chiron con il nome commerciale di Rasilvax.

## Storia

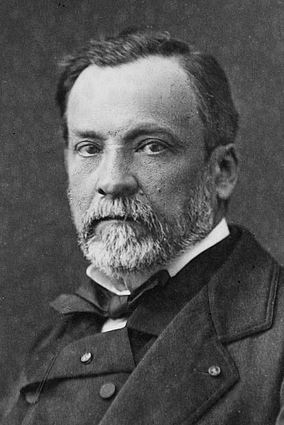
Fotografia di Louis Pasteur

Il primo vaccino antirabbico fu preparato da Louis Pasteur nel 1885. Lo studioso isolò il virus da un animale infetto (virus da strada) e lo attenuò mediante essiccamento con una serie di ripetuti passaggi su encefalo di coniglio (virus fisso). Il vaccino fu utilizzato per la prima volta il 6 luglio 1885 su Joseph Meister, un ragazzino di nove anni che era stato azzannato da un cane rabbioso. Il vaccino consisteva in un campione di virus raccolto da conigli morti a seguito dell'infezione, il quale veniva indebolito attraverso un processo di essiccazione di 5-10 giorni.
Successivamente l'igienista italiano Claudio Fermi attenuò il vaccino di Pasteur mediante un'operazione di fenicatura praticata addizionando il fenolo all'emulsione di virus fisso. Ne originarono il vaccino tipo Fermi e il tipo Semple, talvolta indicato come vaccino da virus fisso di Fermi-Semple.
I vaccini tipo Semple e Fermi sono ormai stati abbandonati a causa delle complicanze neurologiche (paralisi ascendente ed altre) dovute alla presenza di particelle virali non completamente inattivate, e al maggior potere allergizzante.
In anni più recenti sono stati allestiti vaccini tipo DEV (Duck Embryo Vaccine) ottenuti da virus coltivati su tessuti viventi o su embrione di anatra e tipo HDCV (Human Diploid Cell Vaccine) ottenuti da virus coltivati su cellule diploidi umane.
Attualmente sono questi i vaccini più utilizzati, in quanto associati a minori rischi. Con il trascorrere degli anni il vaccino tipo HDCV ha dimostrato migliori proprietà immunogene e minori effetti e reazioni avverse rispetto al tipo DEV.
L'evoluzione del vaccino antirabbico è ancora in corso e nuove prospettive si hanno con la tecnologia da DNA ricombinante.

## Tipi di vaccino
- Vaccino tipo Semple. La preparazione di questo farmaco è costituita al 5% da una sostanza cerebrale di coniglio o ovino in soluzione fisiologica o comunque isotonica con il sangue, contenente il virus rabbico completamente inattivato. La preparazione è relativamente semplice e consiste nella inoculazione di una quantità sufficiente di virus fisso (cioè di virus ottenuto in laboratorio dopo la trasmissione della malattia attraverso vari animali) in ovini o conigli, direttamente nel cervello. Dopo un certo tempo gli animali sono sacrificati e i loro cervelli prelevati in condizioni di asepsi, congelati a temperatura inferiore a -25 °C e successivamente omogeneizzati. Il virus viene quindi inattivato a 30 °C per 72-76 ore con fenolo in concentrazione non superiore allo 0,5%. L'attività di ciascuna dose di vaccino non deve essere mai inferiore a 2,5 U.I. È stato ed è ancora molto utilizzato nel continente asiatico.[3][13][14]
- Vaccino tipo HDCV (da cellule diploidi umane). È attualmente il più diffuso vaccino antirabbico per uso umano. La preparazione avviene su colture cellulari diploidi umane.[15] Si tratta di una preparazione liofilizzata ottenuta mediante il sistema del lotto di semenza a partire da un determinato ceppo di virus, poi completamente inattivato. È più efficace rispetto al tipo Semple poiché presenta un'alta antigenicità.[16] Gli anticorpi si sviluppano più rapidamente e persistono più a lungo e gli effetti collaterali sono decisamente inferiori.[17][18]

Il vaccino antirabbico tipo Semple si determina con la metodica di Habel su topino: risulta efficace se protegge i topini vaccinati almeno contro 1000 DL50 di virus. Si immunizzano 50 topini di 4-6 settimane e del peso di 13-16 g. Il vaccino è inoculato per via intraperitoneale (0,25 ml) per 6 volte di seguito a giorni alterni. Al 14º giorno gli animali vengono divisi in gruppi di 10 e infettati per via intracerebrale (0,03 ml) con diluizioni progressive da 101 a 105 di virus fisso topo (ceppo CVS) in acqua cui è stato aggiunto il 2% di siero di cavallo o di coniglio. Contemporaneamente i gruppi di animali di controllo (non immunizzati) sono trattati con dosi di virus da 104 a 108.

Gli animali sono tenuti in osservazione per 14 giorni. Vengono considerati solo gli animali morti dopo il quinto giorno o quelli che mostrano chiari segni di rabbia. Si determina per i due gruppi di topini il relativo valore della DL50 e dal rapporto tra la dose letale del gruppo immunizzato e quella del gruppo controllo si deduce e calcola il potere immunizzante del vaccino.
Per il vaccino antirabbico HDCV si effettua la determinazione della dose necessaria a proteggere i topi contro gli effetti locali di una dose letale di virus rabbico somministrata per via intracerebrale. Il confronto è effettuato con una preparazione di riferimento che assicuri il medesimo grado di protezione. Il vaccino soddisfa il saggio se l'attività misurata è pari ad almeno 2,5 U.I. per dose umana.

## Farmacodinamica
Il vaccino antirabbico utilizzato in Italia viene allestito a partire da virus coltivato su cellule diploidi umane della linea cellulare Winstar Institute 38 (WI38) o Medical Research Council 5 (MRC5) ricorrendo al ceppo di virus denominato Wistar PM/WI 38 1503-3M e inattivato con beta propiolattone, una sostanza impiegata per la caratteristica capacità di inattivare l'acido nucleico del core dei virus patogeni senza però determinare danneggiamento del capside. 
Grazie alla tecnica di coltura sulle cellule diploidi umane si ottengono preparazioni virali di titolo elevato particolarmente pure. La concentrazione proteica di questi tipi di vaccini è 20 volte inferiore a quella dei vaccini prodotti su topini neonati, 70 volte inferiore a quella dei vaccini tipo DEV (Duck Embryo Vaccine) e 250 volte inferiore a quella dei vaccini tipo Semple. 
Ciò comporta un ridotto rischio di reazioni post-vaccinali non specifiche.
Il vaccino induce la formazione di anticorpi specifici contro il virus della rabbia in circa l'80-90% dei soggetti vaccinati. La fascia di età meglio rispondente alla vaccinazione è quella al di sotto dei 15 anni. I soggetti al di sopra dei 36 anni, al contrario, rispondono meno all'azione immunostimolante.
I lavori sperimentali hanno dimostrano che il vaccino antirabbico tipo HDCV è estremamente puro e ottimamente tollerato. Risulta inoltre molto efficace sia per la prevenzione che per il trattamento post-esposizione ed è sprovvisto di neurotossicità.

## Usi clinici
La vaccinazione antirabbica viene utilizzata come trattamento preventivo per i soggetti che corrono il rischio di venire a contatto con il virus rabbico o materiale da esso contaminato per motivi professionali (medici, veterinari, biologi, tecnici di laboratorio, operatori di canili, stabulari e simili) nonché per coloro che si espongono al rischio di morsicature o al contatto con animali rabidi (veterinari, guardie forestali, guardiacaccia, cacciatori, personale addetto alla macellazione) in regioni geografiche dove la minaccia del virus è particolarmente elevata. Viene anche utilizzato come trattamento profilattico post-contagio dopo morsicatura, lesioni o graffi prodotti da animali selvatici e non, rabbiosi o sospetti tali.

## Effetti collaterali e indesiderati
A seguito dell'utilizzo del vaccino antirabbico si possono verificare gli stessi effetti avversi propri di altri vaccini per uso umano.
Tra le reazioni aspecifiche si ricorda il malessere generale, l'adenopatia, la febbre, la cefalea, il capogiro, la nausea, il vomito, il dolore addominale, la diarrea, la mialgia e l'artralgia. Sono inoltre comuni le reazioni al sito di iniezione e tra queste il dolore, l'eritema, l'indurimento sottocutaneo, il prurito, talvolta la comparsa di ematoma. Si possono anche verificare reazioni allergiche quali orticaria e rash cutaneo, o disturbi alla respirazione come la dispnea e l'asma.
Con il vaccino della rabbia sono stati riscontrati rari eventi avversi a carico del sistema nervoso e fra questi neurite periferica, encefalomielite, mielite dorso-lombari, encefalite, convulsioni, sindrome di Guillain-Barré, paresi, neuropatia, parestesia, con tendenza alla comparsa entro 1-4 settimane dopo il trattamento.
Anche dopo la sorveglianza post-marketing non è ancora nota l'esatta frequenza di comparsa di questi eventi avversi di tipo neurologico, ma certamente inferiore ad 1 caso/100.000 persone trattate.
Si ricorda ancora che il vaccino prodotto da virus coltivati su cellule diploidi (tipo HDCV) presenta una minore incidenza di fenomeni di ipersensibilità e di neuropatie rispetto a quello prodotto a partire dalla materia cerebrale di ovino o coniglio (tipo Semple o Fermi).

## Controindicazioni
Il vaccino è controindicato nei soggetti con ipersensibilità nota al principio attivo o ad uno qualsiasi degli eccipienti (tra cui possono figurare neomicina, streptomicina, o altri aminoglicosidici).
Il vaccino deve essere somministrato con cautela anche in caso di allergia accertata verso polimixina B, che può essere presente in tracce.
Si debbono anche considerare le controindicazioni comuni alle altre vaccinazioni: malattie acute febbrili in atto, patologie del sistema immunitario oppure concomitante utilizzo di farmaci immunodepressori, patologie neoplastiche, leucemie o linfomi. In ogni caso la valutazione sull'opportunità di rinviare il trattamento deve essere stabilita dal medico dopo aver attentamento considerato il bilancio tra rischio potenziale e beneficio atteso.

## Dosi terapeutiche
Il vaccino viene somministrato esclusivamente per via sottocutanea profonda o intramuscolare. Le dosi sono le stesse nell'adulto e nel bambino. Per via sottocutanea viene somministrato a livello della fossa infraspinata bassa o della regione deltoidea. Per via intramuscolare nel quadrante superiore esterno del gluteo.
- Vaccinazione a scopo preventivo. L'immunità viene acquisita dopo iniezione di 2 dosi somministrate alla distanza di 1 mese l'una dall'altra. Esiste un protocollo di immunizzazione che prevede l'iniezione di 3 dosi il giorno 0, 7 e 21. Per i soggetti che si espongono a rischio in modo regolare e continuativo lo stato di immunità può essere mantenuto con un'iniezione di richiamo dopo 1 anno e successivamente ad intervalli di 3-5 anni.[22]
- Vaccinazione a scopo curativo. Prevede una serie di 5 iniezioni, di cui la prima al giorno 0, somministrata appena possibile dopo il contatto sospetto. Seguono ulteriori quattro dosi nei giorni 3, 7, 14 e 30 (al primo, terzo, settimo, quattordicesimo e trentesimo giorno). Nei soggetti mai precedentemente immunizzati deve essere effettuato un richiamo dopo 90 giorni.[23]

In caso di rischio particolarmente elevato, oltre a un'immediata e accurata pulizia della ferita, può essere necessario ricorrere a un'immunizzazione passiva mediante iniezione di siero antirabbico (40 U.I./kg) o di immunoglobuline antirabbiche umane (20 U.I./kg) da effettuare lo stesso giorno del sospetto contagio.

D'altro canto lo schema di trattamento può essere interrotto se, a seguito della osservazione dell'animale morsicatore (osservazione che si deve prolungare per almeno 10 giorni), è stato escluso con certezza che lo stesso sia stato affetto da rabbia.
Nei soggetti già immunizzati, è possibile effettuare immediatamente una sola iniezione se il paziente è stato vaccinato da meno di 1 anno. Si deve invece ricorrere a 3 iniezioni (giorno 0, 3, 7) se il paziente è stato vaccinato da meno di 3 anni ma più di 1 anno. Infine, è necessario applicare lo schema curativo completo se il paziente è stato vaccinato da più di 3 anni oppure se la vaccinazione non era stata correttamente completata. In altri Paesi nei soggetti già immunizzati si ricorre ad uno schema più semplice che prevede solo due dosi al giorno 0 e al giorno 3.

## Stabilità e conservazione
Il vaccino antirabbico si deve conservare a temperatura compresa tra + 2° e +5 °C (in altre parole in frigorifero), evitandone il congelamento. Il vaccino ha validità di 5 mesi a partire dalla data di controllo dell'attività. Il vaccino HDCV venduto in Italia ha una validità di 24 mesi (Rasilvax) e di 36 mesi (Imovax Rabbia). Una volta ricostituito il vaccino deve essere utilizzato immediatamente.